# 富官庄乡
富官庄乡是中国山东省临沂市沂水县下辖的一个乡。

## 行政区划
富官庄乡下辖官庄村、抬头村、抬头尧村、宋家庄村、斗院村、芦沟村、柳沟村、刘家后沟村、林头村、孟家沟村、范家庄村、上旺村、旺峪村、东漫流村、西漫流村、东石壁口村、西石壁口村、上蔡家沟村、下蔡家沟村、大庄子村、张家石岭村、高家石岭村、宝山坡村、徕庄村、吕家坡村、泉子崖村、小黄崖村、王家箕山村、宋家箕山村、柳树沟村、墙框村、石匣村、解家洼村、垛庄村、黄泥沟村、朱双村、青龙沟村、小黄山村、苗家河村、鞠家官庄村、桃洼村、杜家沟村、何家庄子村、小沈家沟村、大沈家沟村、上谭家沟村、下谭家沟村、前良沟村、下良沟村、前陈村、后陈村、小陈村、上庄村、松园村、大黄山村、闵家泉头村、西得水村。